# Guyot (hora)

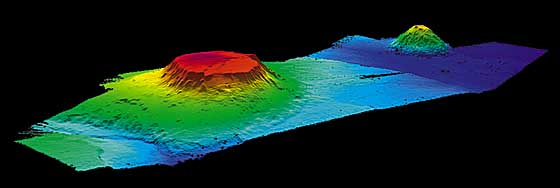
3D model guyotu Bear Seamount v Tichém oceáně

Guyot je označení pro podmořskou stolovou horu. Guyoty vznikají v místech horkých skvrn, převážně v severní části Tichého oceánu. Jde o pozůstatky sopečných ostrovů, které se postupně ponořily pod hladinu a abraze zarovnala jejich vrchol do podoby plošiny. Aby hora splňovala definici guyotu, musí být vysoká minimálně tři tisíce imperiálních stop a její vrchol se musí nacházet minimálně 660 stop pod mořskou hladinou. Na světě je popsáno 283 guyotů, největší z nich je Great Meteor Seamount, zaujímající plochu 1465 km². V oblastech, kde teplota moře umožňuje život korálů, se guyot může stát základem pro vznik atolu. Výraz guyot zavedl v roce 1965 americký geolog Harry Hammond Hess, inspirován tvarem komolého kužele, připomínajícího budovu Guyot Hall na Princetonské univerzitě (pojmenovanou podle Arnolda Henry Guyota).